# Gustaf Ekman

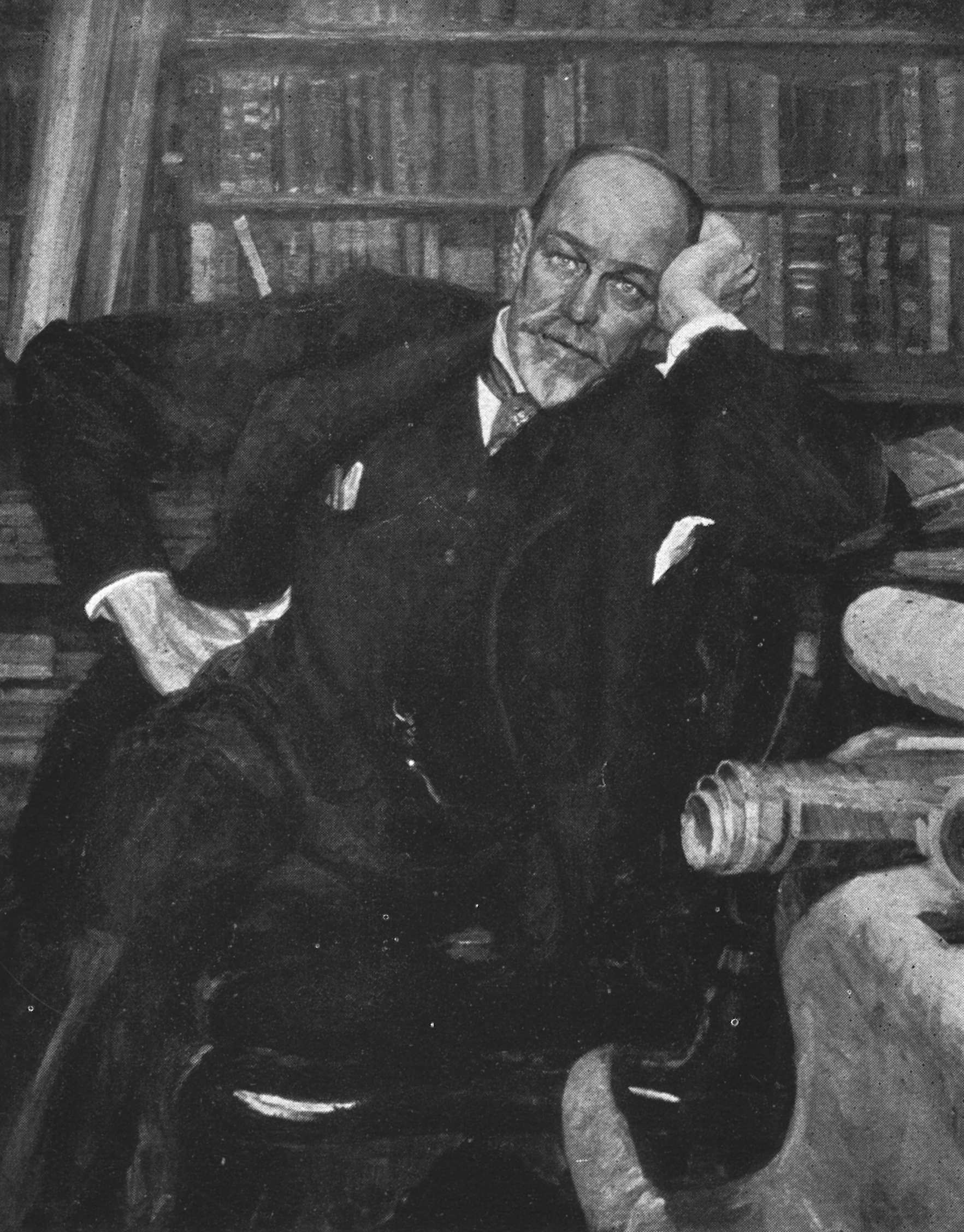
Gustaf Ekman, Gemälde von Richard Bergh 1912

Fredrik Gustaf Ekman (* 29. August 1852 in Stockholm; † 25. Februar 1930 in Göteborg) war ein schwedischer Chemiker und Ozeanograph.
Ekman zog mit seiner Familie mit neun Jahren nach Göteborg. Sein Vater war an einer Zuckerraffinerie (Carnegie Zuckerraffinerie). Dort studierte er an der Technischen Hochschule Chalmers und er studierte außerdem in Wiesbaden (bei Carl Remigius Fresenius) und Uppsala mit der Absicht das chemisch-technische Wissen für eine Karriere in der Zuckerindustrie zu gewinnen. Bei seiner Rückkehr 1880 wurde er technischer Direktor in der Carnegie-Zuckerraffinerie. Über 20 Jahre war er dort als technischer Leiter und auf Managementpositionen.
Ekman zeigte schon als Student Interesse an Ozeanografie und forschte auf diesem Gebiet 1876 mit dem Chemieprofessor August Waldemar Cronander (1845–1911) und 1877 bis 1879 nahm er an meereskundlichen Expeditionen in der Ostsee teil (Kattegat, Öresund, Skagerrak). 1878 erforschte er die Küstengewässer vor Bohuslän speziell für die Heringsfischerei, wobei seine Pionierarbeiten großes Interesse für die Meeresforschung in Schweden weckten. 1902 gründete er mit seinem Freund Otto Pettersson die Marine-Forschungsstation auf der Insel Stora Bornö in der Gemeinde Lysekil am Gullmarsfjorden. 
Ab 1904 war er als Experte und später Delegierter im International Council for the Exploration of the Sea.